# Ernst Lundell
Ernst August Lundell, född 10 februari 1857 i Varola församling, död 13 maj 1944 i Edåsa församling, var en svensk godsägare och riksdagsledamot (högern).
Ernst Lundell var son till godsägaren Anders Lundell. Efter att ha genomgått Alnarps lantbruksinstitut 1875–1877 var han 1877–1885 lärare vid Önnestads folkhögskola i Skåne, samtidigt som han under somrarna 1878–1884 studerade jordbruk, boskapsskötsel och mejerihantering utomlands. År 1885 blev han förvaltare av fädernegården Torestorp, där han drev mejeri, som 1890 omorganiserades till statens mejeristation med Lundell som föreståndare. Från 1891 var han ägare av Torestorp. Han innehade flera framstående uppdrag, bland annat som ledamot av Skaraborgs läns hushållningssällskaps förvaltningsutskott 1895–1933 och vice ordförande i styrelsen för Svenska smörprovningarna 1929–1934. Han invaldes i Lantbruksakademien 1908 och erhöll hushållningssällskapets stora guldmedalj 1916.
Han var ledamot av riksdagens första kammare vid urtima riksdagen 1918 och lagtima riksdagen 1919 samt vid riksdagarna 1922–1932, invald i Skaraborgs läns valkrets.
Som representant för riksdagens interparlamentariska grupp deltog han i interparlamentariska konferenser i Washington och Ottawa 1925, Berlin 1928 och London 1930.
Ernst Lundell är gravsatt i kolumbariet i Edåsa kyrka.